# 十字館
十字館位於台灣台北西門町一帶，為臺灣電影史上最早的電影院，本來該處所為表演日本戲劇的劇場。1899年，該館首映美國黑白紀錄片《美西戰爭》，之後又於1900年6月21日該館上映法國盧米埃默劇。邁入20世紀初期後，日本電影大量輸入台灣，該館成為混合性劇院，經營後期甚至以電影放映為主。